# Solanum edmonstonei
Solanum edmonstonei là loài thực vật có hoa trong họ Cà. Loài này được Hook. f. miêu tả khoa học đầu tiên năm 1847.